# Wahlen zur Nationalversammlung des Senegal 1978
Die Wahlen zur Nationalversammlung des westafrikanischen Staates Senegal fanden am 26. Februar 1978 statt, zeitgleich mit der Präsidentschaftswahl und rechtzeitig vor Ablauf der fünfjährigen Wahlperiode der im Jahr 1973 in die Nationalversammlung gewählten Abgeordneten. Zu wählen waren 100 Abgeordnete. 

## Wahlrecht
Senegal hatte das Einparteiensystem, unter dem die Union progressiste sénégalaise (UPS) des amtierenden Staatspräsidenten Léopold Sédar Senghor als einzige Partei zu Wahlen zugelassen war, im Jahr 1974 zugunsten eines Mehrparteiensystems aufgegeben. Als erste große Oppositionspartei wurde 1974 die Parti Démocratique Sénégalais (PDS) unter ihrem Führer Abdoulaye Wade gegründet. Sie und die Parti africain de l'indépendance (PAI) wurden neben der bisherigen Regierungspartei, die sich 1976 in Parti Socialiste (PS) umbenannt hatte, zur Wahl zugelassen.
Alle senegalesischen Staatsangehörigen über 21 Jahren durften an der Wahl teilnehmen. Jeder registrierte Wähler konnte in die Nationalversammlung gewählt werden, vorausgesetzt, er war mindestens 25 Jahre alt und hat alle gesetzlichen Anforderungen erfüllt.

## Ergebnis
Von den 1.566.250 registrierten Wahlberechtigten gaben 974.825 ihre Stimme ab, das ergibt eine Wahlbeteiligung von 62,2 Prozent bei 7.344 ungültigen Stimmen. Die bisher regierende PS erzielte einen Stimmenanteil von 81,74 Prozent und gewann 83 der 100 Mandate, die PDS kam auf 17,88 Prozent der Stimmen und gewann 17 Mandate, während die PAI mit 0,39 Prozent der Stimmen nicht in der Nationalversammlung vertreten war.